# Péninsule de Miura
La péninsule de Miura (三浦半島, Miura hantō) est une péninsule située au sud-est de la préfecture de Kanagawa au Japon.
Elle se trouve au sud de Yokohama et donc de Tokyo et de la plaine de Kantō, et borde la baie de Tokyo et le chenal d'Uraga à l'est, ainsi que la baie de Sagami à l'ouest. Elle est parfois considérée comme partie de la région de Shōnan à l'ouest.
Les villes de Yokosuka, Miura, Hayama, Zushi et Kamakura se trouvent sur la péninsule.
On y trouve également sur le cap Tsurugi le plus vieux phare de style occidental au Japon, illuminé pour la première fois en 1871.
La présence d'une base navale militaire à Yokosuka a maintenu jusqu'en 1945 une restriction quant à la conduite d'études géologiques sur l'ensemble de la péninsule.